# Montenach (ruisseau)
Pour l’article homonyme, voir Montenach (homonymie).
Le ruisseau de Montenach coulant dans le département de la Moselle, en Lorraine, en région Grand Est, est un affluent droit de la rivière la Moselle, donc un sous-affluent du fleuve le Rhin et traverse la commune homonyme de Montenach.

## Hydronymie
- En luxembourgeois : Montlécherbaach[2].
- Le ruisseau de Montenach s'est aussi appelé, avant le début du XXe siècle, le ruisseau de Marie[3].

## Géographie

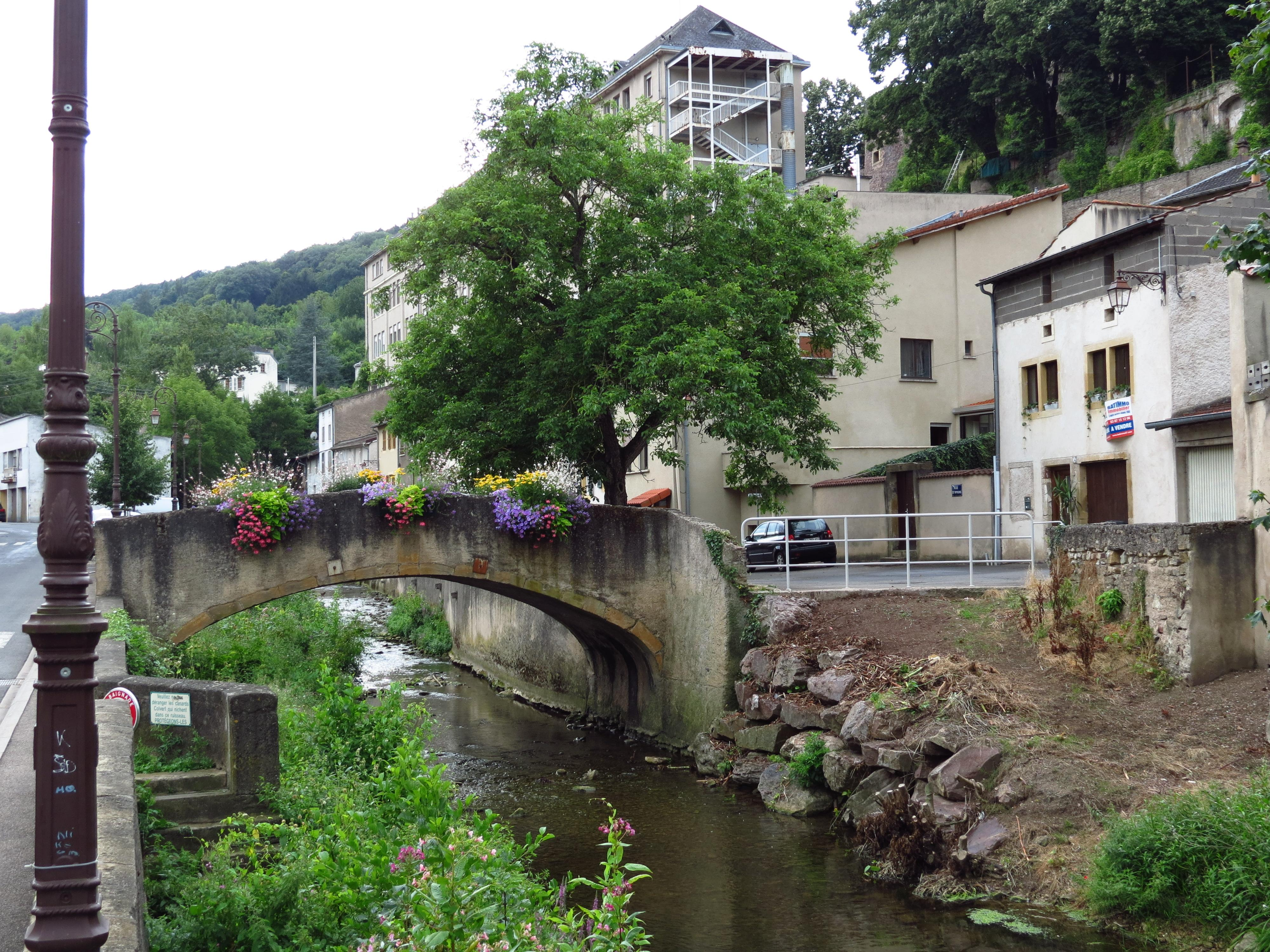
Pont sur le ruisseau de Montenach dans Sierck-les-Bains.

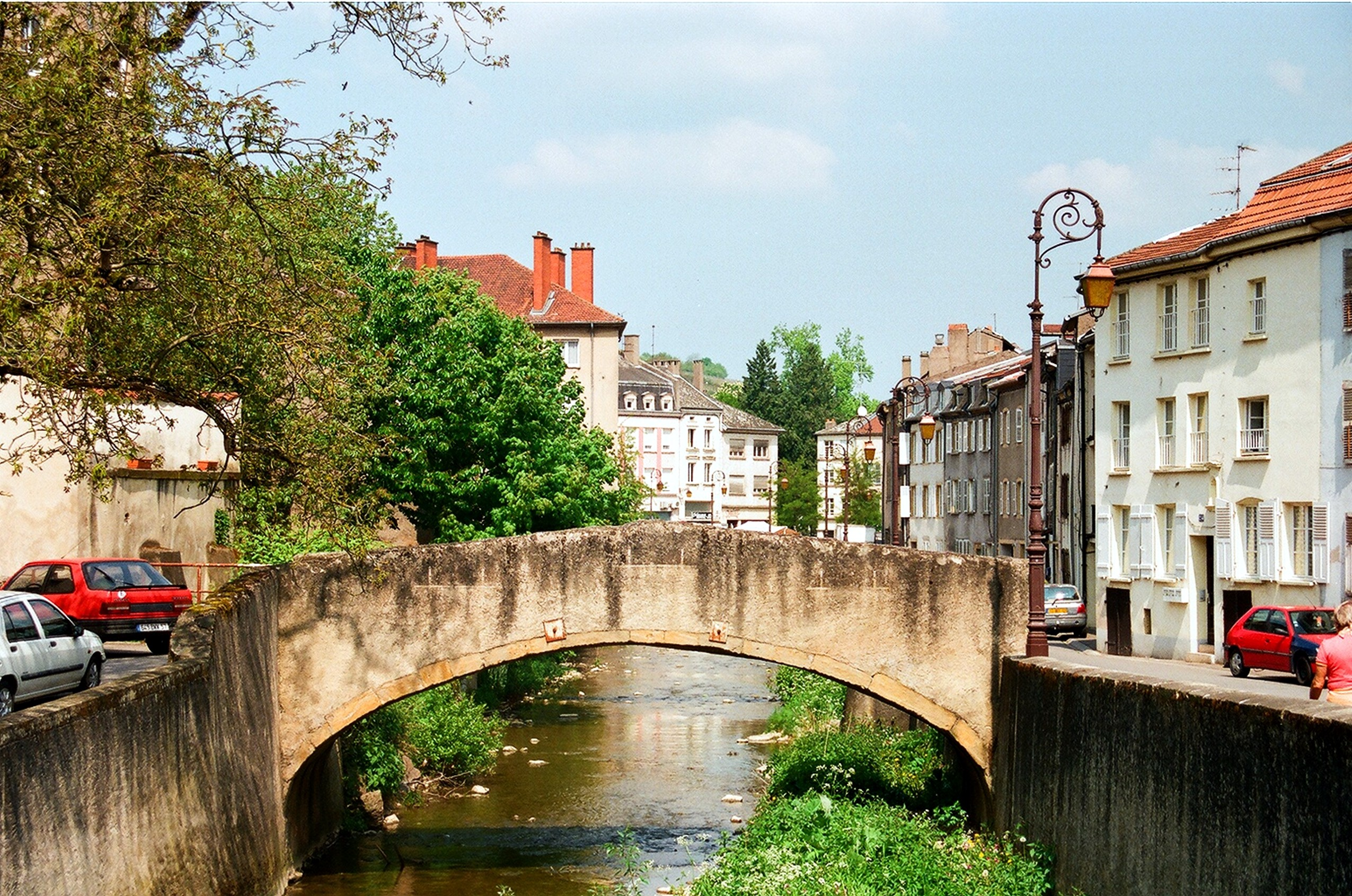
Pont sur le ruisseau de Montenach dans Sierck-les-Bains.

De 15 km de longueur,, le ruisseau de Montenach prend source sur la commune de Ritzing, à 366 m d'altitude, et s'appelle d'abord sur cette partie haute le Schweingrät. 
Dans le pays de Sierck, il fait un arc de cercle orienté au sud, se dirigeant globalement l'est vers l'ouest,. puis il s'appelle le Heichelbach, sur la commune de Kirschnaumen, puis le Hangoldbach au sud-est de Montenach et avant de confluer avec deux autres ruisseaux à gauche et à droite sur Montenach. 
Il conflue en rive droite de la Moselle sur la commune de Sierck-les-Bains à 146 m d'altitude.

### Communes traversées
Dans le seul département de la Moselle, le ruisseau de Montenach traverse les six communes suivantes, de l'amont vers l'aval, de Manderen-Ritzing (source), Launstroff, Rémeling, Kirschnaumen, Montenach, Sierck-les-Bains (confluence).
Soit en termes de cantons, le ruisseau de Montenach prend source dans le canton de Bouzonville, dans l'arrondissement de Thionville, dans l'intercommunalité communauté de communes du Bouzonvillois et des Trois-Frontières.

### Bassin versant
Le ruisseau de Montenach traverse les trois zones hydrographiques suivantes selon le SANDRE 2021 : « Le ruisseau de Montenach » (A887), « La Moselle du ruisseau de Montenach à la frontière (ruisseau d'Apach inclus) » (A888), « La Moselle de l'Altbach au ruisseau de Montenach » (A886). Mais, seule la zone hydrographique « Le ruisseau de Montenach » (A887) correspond au bassin versant.

## Affluents
Le ruisseau de Montenach a trois tronçons affluents référencés :
- le ruisseau le Hoellenbach (rg[note 4]), 8 km avec deux affluents et de rang de Strahler deux :
  - le ruisseau le Veierbach 3 km
  - le ruisseau le Mandel 2 km
- le ruisseau le Pissenbach (rd) 5 km avec deux affluents et de rang de Strahler deux :
  - le ruisseau le Mortrzbach 2 km
  - le ruisseau le Krombergbach 2 km
- le ruisseau le Litscherbach 2 km

### Rang de Strahler
Donc le rang de Strahler du ruisseau de Montenach est de trois.

## Hydrologie
Son régime hydrologique est dit pluvial.

## Aménagements et écologie

### La réserve naturelle nationale de Montenach
Montenach abrite une réserve naturelle réputée pour ses pelouses calcaires et ses orchidées, et classée depuis 1994, et occupant 107 ha. Elle est gérée par le Conservatoire des Sites Lorrains et par l'Association des Amis de la Réserve des Sept Collines.